# 查理六世 (法兰西)
查理六世（法語：Charles VI，1368年12月3日—1422年10月21日），绰号受爱戴者（法語：le Bien-Aimé）、疯王（法語：le Fol或le Fou），是第四位出自瓦盧瓦王朝的法兰西国王（1380年－1422年在位）。
查理是法国国王查理五世与王后波旁的让娜的第二个儿子，因長兄约翰早夭而成为王储。他在1380年加冕为法国国王，并由他的叔叔勃艮第公爵菲利普等人组成的摄政团摄政至1388年。
在摄政期结束之后，查理经历了一段短暂的亲政期，这段时间的成功统治使他广受臣民爱戴，获得了“受爱戴者”的称号。1392年，他在远征布列塔尼公国途中第一次突发精神错乱，此后的人生里他饱受精神疾病影响，“疯王”的称号便由此而来。精神疾病的间歇性发作使他无法再处理朝政，在1393年初一次震撼朝野的化装舞会杀人事件之后，王后巴伐利亚的伊莎贝拉与勃艮第公爵菲利普等人的摄政团恢复了摄政，此后，法兰西的派系斗争白热化。菲利普公爵死后，查理的弟弟奥尔良公爵路易与菲利普的儿子约翰与为争夺权力爆发内战，查理在内战中先后为两方所控制。
查理五世逝世之前，法国在百年战争中重新夺回了被英国占领的大部分土地，取得了较大的优势。但由于查理六世本人的精神问题与国内的派系斗争，这些优势在查理六世在位之时都付之东流。1415年，法兰西军队在阿金库尔战役惨败。1420年，查理签署了《特鲁瓦条约》，该条约完全剥夺了他的儿子查理的继承权，并承认英格兰国王亨利五世为法国摄政王与继承人。
查理在1422年去世，享年53岁。亨利五世之子亨利六世依照特鲁瓦条约继承为法国国王；但许多法国臣民拒绝承认条约，并支持查理六世之子查理（他日后成为查理七世），双方仍在继续战争。

## 诞生
查理于1368年12月3日出生在巴黎的圣波尔宫，為瓦盧瓦王朝法王查理五世與波旁的讓娜的第四個孩子。查理身為在世的長子（長兄约翰早夭），一出生就是法蘭西王太子，並擁有「海豚親王」的名號。

## 即位

### 第一次摄政期
1380年9月16日，先王查理五世去世后，查理继承了法兰西王位，是為查理六世，并于同年11月4日于在兰斯大教堂加冕。
查理六世即位时年仅11岁，因此在他的少年时期，朝政基本由以勃艮第公爵菲利普、安茹公爵路易、贝里公爵约翰和波旁公爵路易等人组成的摄政团控制。这些人都是查理六世的叔舅，也是当时法兰西的權臣。根據羅馬天主教教會法傳統，法蘭西王室的成年年齡是14歲，但攝政期一直到他20岁时（1388年）才结束。
其中，勃艮第公爵在攝政團中的影響力最大；安茹公爵于1382年离开法蘭西，远征那不勒斯王国，并于两年后去世；而贝里公爵專注在朗格多克的事務，对国事不感興趣；波旁公爵因为精神不稳定且与查理六世亲戚关系较远，在摄政团的地位比其他三人低。
在摄政团统治期间，先王查理五世苦心經營的王國財政遭公爵們為私利而揮霍殆盡。在此期間，王室的行政權力擴大，甚至推翻查理五世臨終前宣布廢除壁爐稅的決定。平民受繁重稅收壓迫導致1382年的鉛錘黨暴動爆發。擴增的稅收被用來支持公爵們的利己政策，公爵之間相互都有利益衝突，甚至損害王室的利益。例如，1382年的羅斯貝克戰役中，王家軍隊大獲全勝，但卻因為勃艮第公爵的私利而遭到起訴。
1388年，查理六世開始親政。他重新起用父親有能力的馬莫澤顧問團，開啟了一段廣受好評的統治時期，查理六世因此被他的臣民稱作「受愛戴的查理」。

### 精神病發

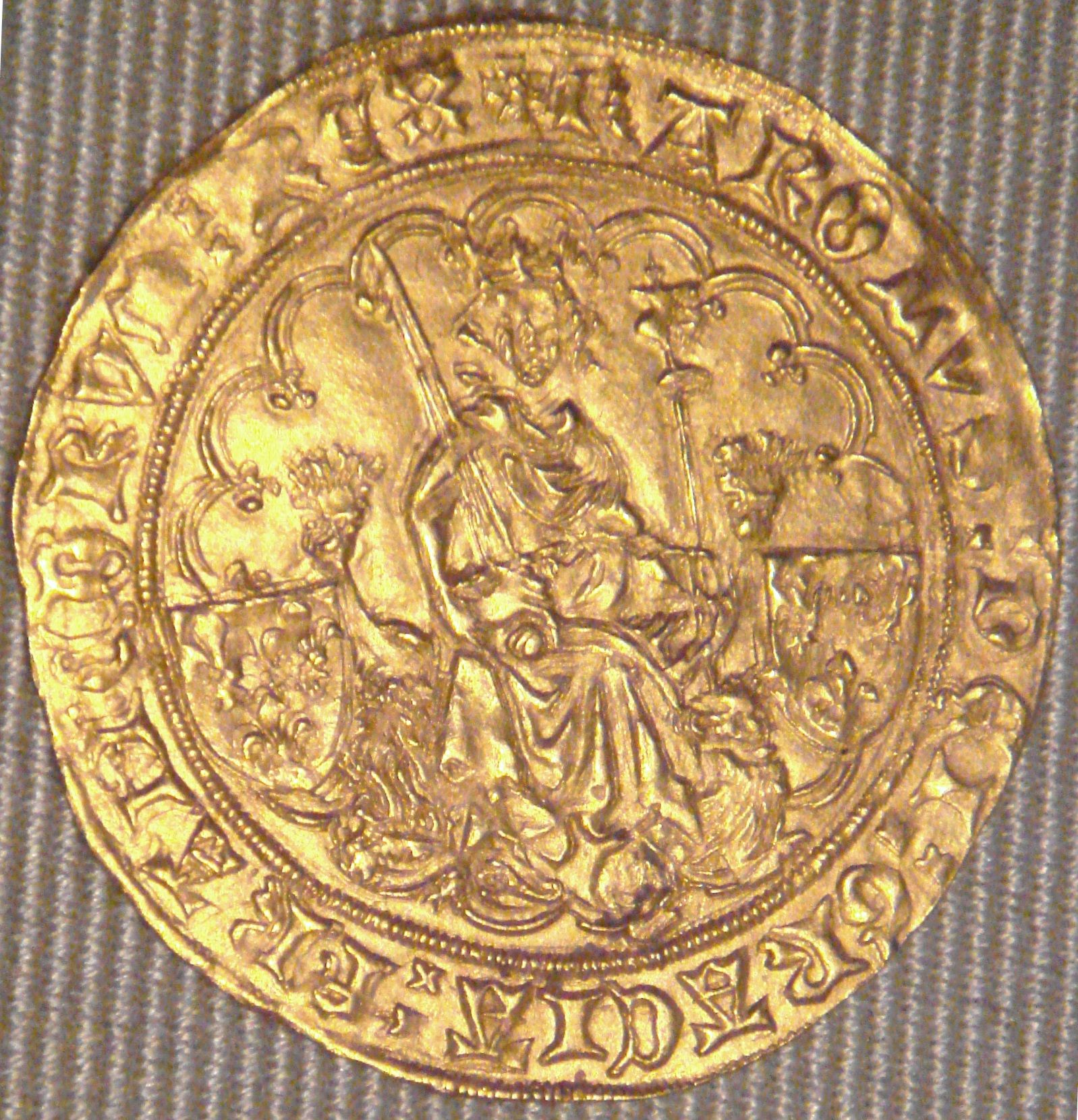
查理六世的硬币，1420 年在拉罗歇尔铸造。

查理六世與他顧問團的成功很快便因為他精神病發而煙消雲散。精神疾病的因子可能在他母親波旁的讓娜家族中遺傳數代。儘管他的臣民仍稱他為「受愛戴的查理」，但也開始有人稱呼他為「瘋子查理」。
查理第一次發病的背景是在1392年，他的顧問兼好友奥利维耶·德·克利松遭暗殺未遂，查理決意懲處在布列塔尼接受庇護的嫌犯皮耶·德·克朗。布列塔尼公爵約翰五世拒絕將人交出，查理於是準備出兵。
當代人描述查理在出征前看起來過於狂熱，並在演說中處於神智混亂的狀態。1392年7月1日，查理率軍出發，然而行軍速度緩慢使查理急不可耐。在一個炎熱的八月早晨，國王和他的護衛們穿過勒芒附近的森林時，一名衣衫襤褸且赤腳的痲瘋病人向國王的坐騎衝去。「別再騎了，尊貴的國王！」他抓住韁繩喊到：「回頭！你被出賣了！」護衛隊擊退了這個人，但沒有逮捕他，他一直跟著隊伍走了半小時，不斷哭喊。中午時，部隊走出了森林。一名被太陽曬昏的護衛不慎掉下了手上的長矛，敲到另一個護衛的頭盔發出響亮的碰撞聲。查理渾身一顫，拔劍大喊：「迎戰叛徒！他們要把我交給敵人！」國王策馬向他的護衛揮劍，他殺死了一名叫波利涅克的私生子的騎士還有其他數人，一直到一名侍從和一群士兵將他從座騎上拉下放倒在地。查理靜靜躺著，陷入昏迷。國王臨時被帶到克雷伊城休養，那裡空氣清新，環境宜人，可能會讓查理恢復理智。
國王的精神疾病在他的一生中間歇發作。在1393年某天，他忘了自己的名字，也不知道自己是國王。當王后來訪時，查理問僕人她是誰，並命令僕人照顧好王后，好讓自己不受打擾。在1395-96年一次發作，他聲稱自己是聖喬治，他的紋章是一隻獅子，上面插著一把劍。這次，他認得住宅內的所有工作人員，但不認得他的妻子和孩子。有時，他在巴黎居住的圣波尔宫的走廊上瘋狂亂跑，為了不讓他跑出宮中而將入口封鎖。1405年，他有五個月不洗澡不更衣。後來的發作情形就不再有詳細描述，可能因為他的行為和他的幻覺很相似。在查理六世統治時期出生的教宗庇護二世在他的《評論集》寫到：「查理曾一度以為自己是玻璃所做，因此想方設法不讓自己摔碎。據說他在自己的衣服縫上鐵棒，這樣他和他人接觸時就不會破碎。」這種情形稱作玻璃幻覺。
查理六世的秘書皮耶·薩蒙在間歇性發作的中間花了很多時間與國王討論。為了找到治癒國王的方法、穩定動盪的政局與確保自己的未來，薩蒙監製了兩個不同版本的精裝王權指南書，這兩部指南被稱作皮耶·薩蒙的《對話錄》。

### 焚人舞會

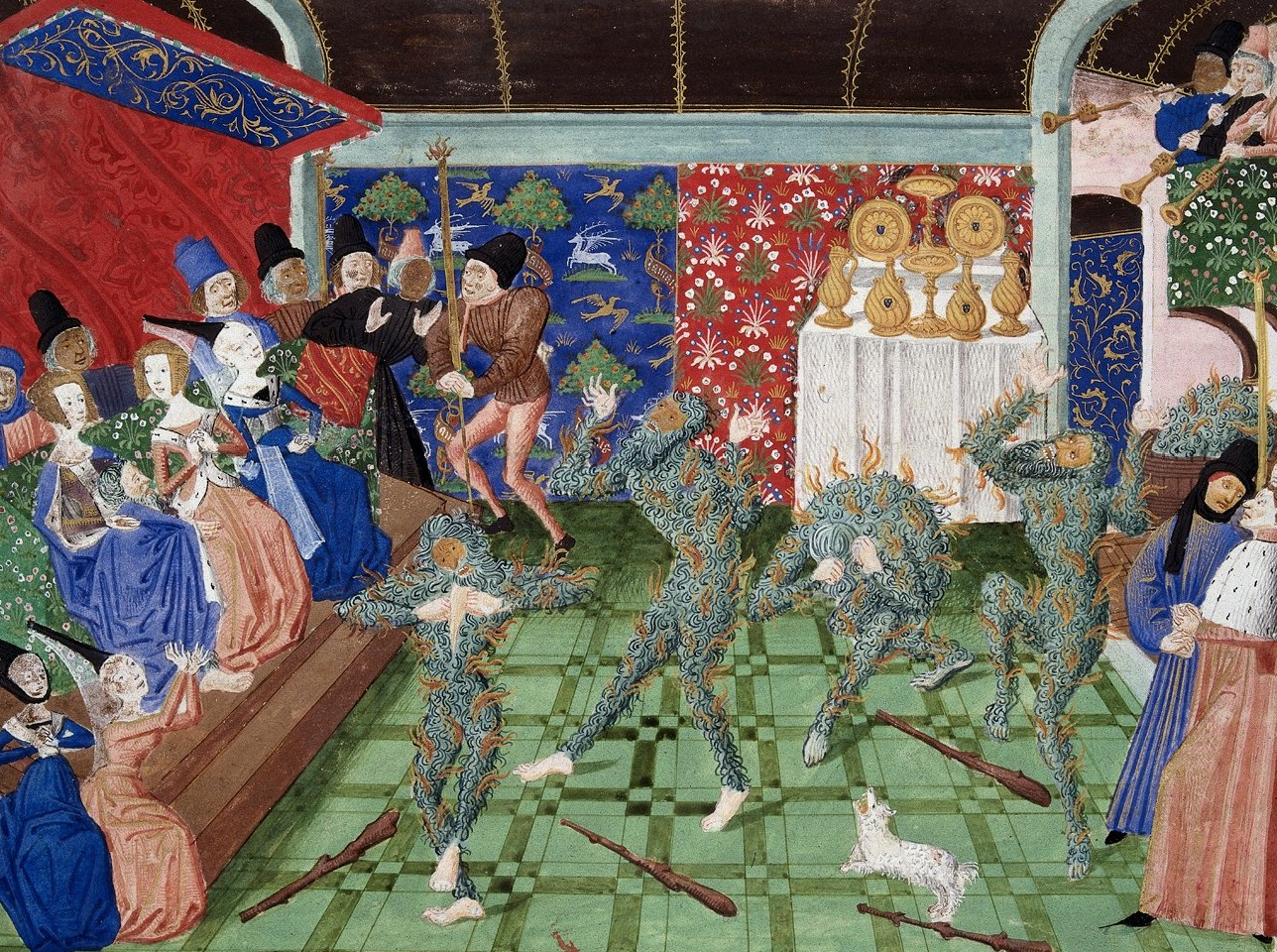
焚人舞會，1450-80年代的袖珍畫，描繪舞者服裝著火的景象。

1393年1月29日，王后巴伐利亞的伊薩博為了慶祝一名女侍官結婚而在聖波爾宮舉行一場化妝舞會。在于格·德·基塞的提案下，國王和其他四為領主打扮成野人跳舞，他們身穿浸過樹脂蠟或瀝青的亞麻布製服裝。在伊凡·德·富瓦的建議下，國王命令火炬手站在房間的一側。由於王弟奥尔良公爵路易較晚來到，為了認清野人身份，他拿了火把靠近，卻失手點燃其中一人。火焰迅速蔓延，嚇壞了眾人。貝里公爵夫人為保護國王將長袍蓋在他身上，幾名騎士為了撲滅火焰而嚴重燒傷。四名裝扮成野人的領主被燒死，他們是：瓦倫提諾伯爵之子夏爾·德·普瓦捷、于格·德·基塞、伊凡·德·富瓦、以及茹瓦尼伯爵。另外，楠图耶領主之子讓跳入了洗碗水盆而救回一命。這場意外被後世稱作焚人舞會。

### 驱逐犹太人
1394年9月17日，查理六世突然发布了一道法令。查理聲稱他注意到長期都有投訴猶太人侵犯基督徒輕重不等的行為，並且根據檢察官多次調查後發現猶太人多次違背與國王的約定。因此作为一项不可撤销的法令，他下令禁止任何犹太人居住在他的领地内（“Ordonnances”，vii. 675）。根據聖但尼僧侶記載，國王是在王后的堅持下簽署了這項法令（“Chron. de Charles VI.” ii. 119）。该法令没有立即执行，犹太人獲得寬限時期，以便他们有足够的时间出售财产和偿还债务。對猶太人欠下債務者被责令在规定的时间内偿还他们的债务，否則質押品將交由猶太人出售。行政官（Prévôt）要护送犹太人到王国的边境。随后，国王免除了基督徒的债务。

### 权力斗争
由於查理六世患有精神疾病，从1393年起，他的妻子伊薩博主持了一个摄政会议，会议上坐着王国的贵族。勃艮第公爵菲利普在国王未成年时期（1380年至1388年）曾担任摄政，对王后影响很大（菲利普在摄政期间策劃了王室联姻）。影響力逐漸轉移到王弟奥尔良公爵路易手中，他不僅是菲利普的政敵，還被懷疑是王后的情夫。查理六世的其他叔叔在摄政會議的影响力较小：那不勒斯的路易二世仍將心思放在管理那不勒斯王国，而贝里公爵约翰担任奥尔良派（后来成为阿馬尼亞克派）和勃艮第派之间的调解人。鬥爭一點一滴地加剧，最终导致全面内战。
新的摄政會議解雇了查理六世任命的各种顾问和官员。 菲利普在1404年4月去世，其子无畏的约翰接手父亲的政治目標，繼續与路易鬥爭。然而約翰與伊薩博較少聯繫使他再次失去宮廷上的影響力。

### 內外交戰
1407年，奥尔良的路易在巴黎遭谋杀。無畏的約翰沒有否定責任，聲稱路易是一個揮金如土的暴君。路易的兒子查理繼承奧爾良公爵，向他的岳父阿馬尼亞克伯爵貝爾納七世求助對抗約翰，導致阿馬尼亞克派與勃艮第派內戰爆發。這場內戰一直持續到查理六世逝世多年後的1435年才結束，而英格蘭人更趁法蘭西內鬥再度入侵。
随着英格蘭人佔領法蘭西大部分地區，無畏的約翰試圖和王太子查理和談。1419年9月10日，雙方在蒙特罗的桥上会面。但在談判期間，約翰被查理的部下坦內基·杜·沙斯泰勒殺害。好人菲利普繼承勃艮第公爵，轉身加入英格蘭。

### 晚年
查理六世统治晚期最重要的事件是百年戰爭的重啟。1396年，查理將年紀未滿七歲女兒瓦盧瓦的伊莎貝拉嫁給29歲的英王理查二世以謀求和平。然而到了1415年，法蘭西王室和勃艮第派仇恨已嚴重到國政陷入混亂與停擺。英王亨利五世不放過大好機會，趁勢入侵法蘭西，在10月的阿金庫爾戰役中大敗法軍。
1420年5月，亨利五世与查理六世签署特鲁瓦条约，指定亨利为查理的继承人，并规定亨利的继承人将继承他的法兰西王位，剥夺了当时年仅17岁的王太子查理的继承权。该条约还把查理六世的女儿瓦卢瓦的凯瑟琳许配给了亨利。這背後有著勃艮第公爵支持（1421年，勃艮第充滿暗示性的宣传年轻的查理是私生子。)
剥夺王太子的继承权以支持英王亨利的行為公然违背法蘭西贵族的利益。当勃艮第公爵入侵巴黎并俘虏国王时，王太子查理宣布自己为法蘭西摄政，并在布尔日建立了一个宫廷。 
查理六世于1422年10月21日在巴黎聖波爾宮逝世。 他被安葬在聖但尼聖殿，他的妻子巴伐利亚的伊莎博于1435年9月去世后也葬在同地。
亨利五世較查理六世早幾周於8月去世，留下仍為嬰兒的英王亨利六世。根據特魯瓦條約，小亨利也繼承了法蘭西國王。然而被剝奪繼承權的王太子查理仍繼續領導抗爭。1429年，在貞德的協助下王太子查理擊敗英軍，並在7月17日於蘭斯大教堂加冕為法王查理七世。亨利六世則於1431年12月26日才在巴黎聖母院完成加冕。然而在查理七世的領導下，百年戰爭最終於1453年由法蘭西取勝，粉碎英王繼承法蘭西王位的野心。

## 婚姻与子嗣
- 查理六世與巴伐利亚的伊薩博于1385年7月17日結婚。他们的子嗣如下：

| 名字     | 出生           | 逝世           | 備註                                                                         |
| -------- | -------------- | -------------- | ---------------------------------------------------------------------------- |
| 查理     | 1386年9月25日  | 1386年12月28日 | 早逝。查理六世的第一個王太子。                                               |
| 讓娜     | 1388年6月14日  | 1390年         | 早逝。                                                                       |
| 伊莎貝拉 | 1389年11月9日  | 1409年9月13日  | 1396年与英王理查二世结婚，無子嗣。 1406年与奥尔良公爵查理再婚，有子嗣。      |
| 讓娜     | 1391年1月24日  | 1433年9月27日  | 1396年与布列塔尼公爵讓五世结婚，有子嗣。                                     |
| 查理     | 1392年2月6日   | 1401年1月13日  | 早逝。第二位王太子。出生後便与勃艮第的瑪格麗特订婚。                         |
| 瑪莉     | 1393年8月22日  | 1438年8月19日  | 终生未婚，成为修道院院长，無子嗣。死于鼠疫                                   |
| 蜜雪兒   | 1395年1月11日  | 1422年7月8日   | 1409年与勃艮第公爵好人菲利普结婚。 ，無倖存子嗣。                            |
| 路易     | 1397年1月22日  | 1415年12月18日 | 第三位王太子。與勃艮第的瑪格麗特結婚，無子嗣。                               |
| 讓       | 1398年8月31日  | 1417年4月5日   | 第四位王太子。1415年与埃诺女伯爵賈桂琳结婚，無子嗣。                         |
| 凯瑟琳   | 1401年10月27日 | 1437年1月3日   | 1420年与英王亨利五世结婚，有子嗣。亨利逝世後與欧文·都铎再婚，有子嗣。        |
| 查理     | 1403年2月22日  | 1461年7月21日  | 第五位王太子，在其父去世後成为法王查理七世。1422年与安茹的玛丽结婚，有子嗣。 |
| 菲利普   | 1407年11月10日 | 1407年11月     | 早逝。                                                                       |

- 查理有一位情妇奥黛特·德·尚迪韋爾（英语：Odette de Champdivers）[25]，他们有一位私生女瑪格麗特（英语：Marguerite, bâtarde de France） （1407-1458年）[26]。

## 延伸閱讀
- Adams, Tracy. . Penn State University Press. 2014.
- Autrand, Françoise. . Paris: Fayard. 1994 （法语）.
- Denieul-Cormier, Anne. . Doubleday. 1980.
- Earenfight, Theresa. . Palgrave Macmillan. 2013.
- Famiglietti, R.C. . AMS Press. 1986.
- ——. . Picardy Press. 1992.
- Gaude-Ferragu, Murielle. . 由Krieger, Angela翻译. Palgrave Macmillan. 2016.
- Henneman, John Bell. . Princeton University Press. 1971. ISBN 9781400869435. doi:10.1515/9781400869435.
- Roux, Simone. . 由McNamara, Jo Ann翻译. University of Pennsylvania Press. 2009.
- Sumption, Jonathan.  III. University of Pennsylvania Press. 2009.
- de Viriville, Vallet. . Bibliothèque de l'École des chartes. Quatrième Série (Librairie Droz). 1859, 5: 171–81 （French）.

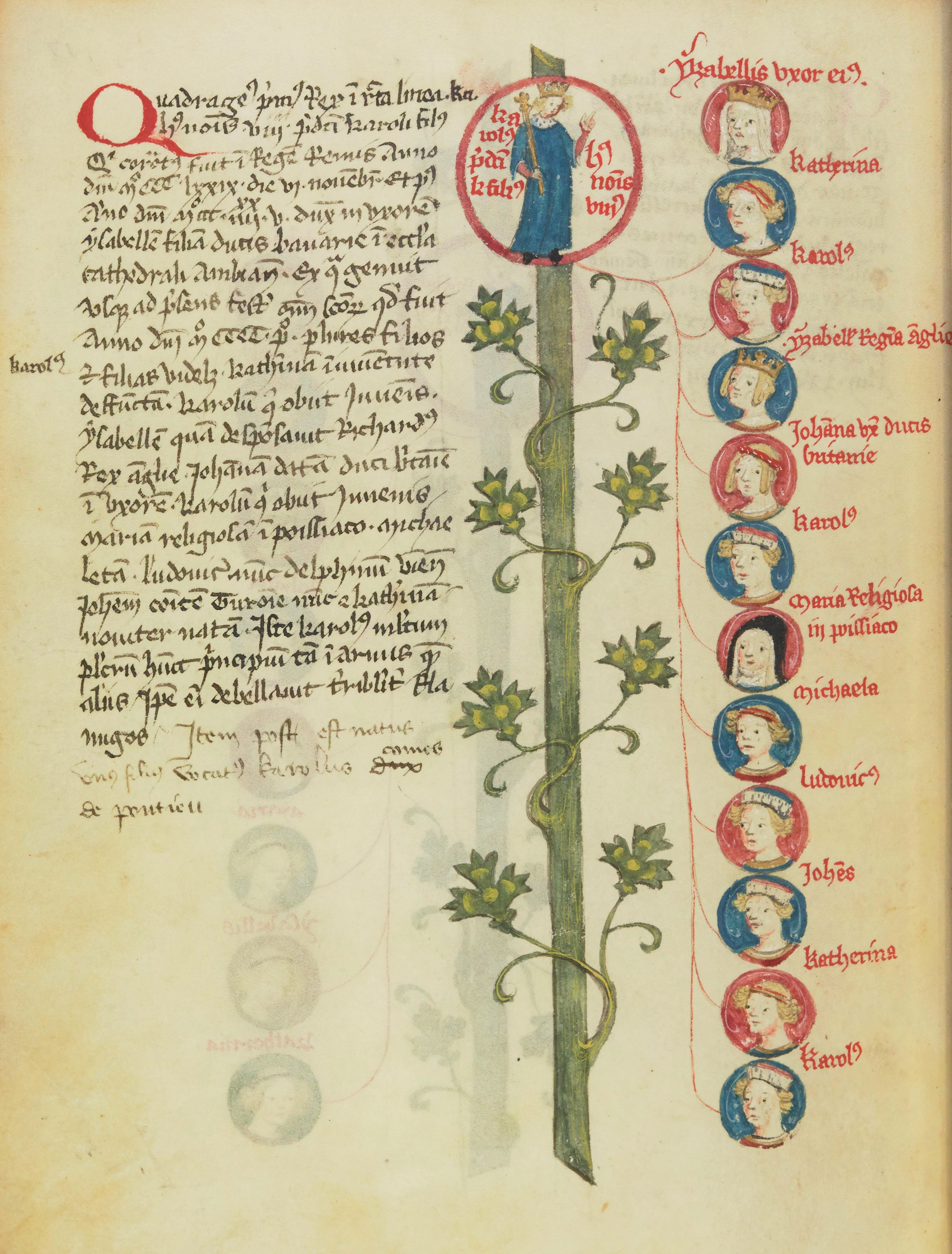
查理六世的家族

| 查理六世 (法兰西) 瓦盧瓦王朝出生于：1368年12月3日逝世於：1422年10月21日 | 查理六世 (法兰西) 瓦盧瓦王朝出生于：1368年12月3日逝世於：1422年10月21日 | 查理六世 (法兰西) 瓦盧瓦王朝出生于：1368年12月3日逝世於：1422年10月21日 |
| 統治者頭銜                                                              | 統治者頭銜                                                              | 統治者頭銜                                                              |
| ----------------------------------------------------------------------- | ----------------------------------------------------------------------- | ----------------------------------------------------------------------- |
| 前任： 查理五世                                                         | 法蘭西國王 1380年－1422年                                               | 繼任： 查理七世 英格蘭的亨利                                            |